# Степова ділянка в с. Шкільне
Степова ділянка в селі Шкільне — ландшафтний заказник місцевого значення, розташований неподалік від селища Шкільне Сімферопольського району, АР Крим. Створений відповідно до Постанови ВР АРК № 643-6/11 від 21 грудня 2011 року.

## Загальні відомості
Площа 224 гектара. Розташований на північний захід від міста Сімферополь. Заказник складається з двох ділянок.
Ділянка N 1 площею 44 га розташована на північний схід від селища Шкільне Сімферопольського району, на землях Родниківської сільської ради, обмежений трасою Р25 (Сімферополь — Євпаторія) і дорогою, яка веде до с-ща Шкільне, приурочений до верхів'я балки, що бере свій початок від траси Сімферополь — Євпаторія.
Ділянка N 2 площею 180 га розташовується на південний захід від с-ща Шкільного у верхів'ях пересихаючої річки Тобе-Чокрак, приурочений до великої балці Джабанак, на землях Скворцівської сільської ради, на півночі примикає до території військової частини.
Заказник створений із метою комплексного збереження цінних ландшафтів, рослинного і тваринного світу, раціонального їх використання та відновлення.